# Manwgan ap Selyf
Manwgan ap Selyf va ser un rei de Powys que visqué al segle vii, fill de Selyf Sarffgadau.
Una teoria comú entre els historiadors és suposar que Manwgan ap Selyf accedí al tron molt jove (això s'esdevingué en morir el seu pare, que semblà que no visqué més de trenta anys), i això causà una invasió del regne per Eluadd ap Glast (més conegut per Eiludd Powys), l'aleshores rei de Dogfeiling. L'usurpador reeixí al conservar el lloc per una trentena d'anys, fins a morir en lluita contra els Northumbrians, versemblantment a la batalla de Maes Cogwy, en l'actual Oswestry, en l'any 642. La dinastia Dogfeiling seria finalment anorreada pels saxons als voltants de l'any 656, i Manwgan va poder recuperar el seu feu de Powys.